# 1765
| 1765               |
| ------------------ |
| Dødsfald - Fødsler |
| • Begivenheder     |

| Gregoriansk kalender | 1765 MDCCLXV            |
| Ab urbe condita      | 2518                    |
| Armensk kalender     | 1214 ԹՎ ՌՄԺԴ            |
| Kinesiske kalender   | 4461 – 4462 甲申 – 乙酉 |
| Etiopisk kalender    | 1757 – 1758             |
| Jødisk kalender      | 5525 – 5526             |
| Hindukalendere       |                         |
| - Vikram Samvat      | 1820 – 1821             |
| - Shaka Samvat       | 1687 – 1688             |
| - Kali Yuga          | 4866 – 4867             |
| Iransk kalender      | 1143 – 1144             |
| Islamisk kalender    | 1179 – 1180             |

Konge i Danmark: Frederik 5. 1746-1766
Se også 1765 (tal)

## Født
- 21. august – Vilhelm 4., konge af England. fra 1830 til sin død i 1837.
- 22. august - Andreas Gabriel Toxwerdt, dansk generalkrigskommissær (død 1848).

## Dødsfald
- 18. august - Frans 1. Stefan, tysk-romersk kejser fra 1745 til sin død; født 1708.
- 19. august - Axel Fredrik Cronstedt, svensk mineralog og kemiker (født 1722).